# 居量反轉
居量反轉（英語：Population inversion），又譯為群數反轉、密數反轉、集居数反轉、粒子數反轉、反轉分布，為一個物理學名詞，在統計力學中經常被使用。居量反轉即在一個系統（例如一群原子或分子）中，處在激發狀態的成員數量比起處於較低能階狀態的成員更多。讓標準雷射進入能夠運作的狀態的過程中，產生居量反轉是一個必要的步驟，因此在雷射科學中，居量反轉是很重要的研究主題之一。值得注意的是居量反轉不可能是熱平衡的穩態解，如二能階系統中，溫度極高或外場極大時的平衡態也只允許激發態與基態粒子數目相等。

## 形成雷射
在一个二级系统中，一个电子自低能级向高能级跃迁和自高能级向低能级跃迁的概率是一样的。为了达到光放大的作用，在高能级必须有更多的电子，使得受激辐射发生的概率更高。这个状态称为居量反轉。出于这个原因，所以以光子激发的二级系统是无法实现激光的，所以激光一般是以通过三级系统和四级系统得到实现。在三级系统中，电子受激跃迁到高能级后，便很快转为亚稳态。由此激光媒介被激发为高能态，占据逆转得到实现。在四能级系统中，由于基态最初没有电子，粒子数反转更易实现。